# Kasteel van La Tour
Het Kasteel van La Tour (Frans: Château de La Tour) is een kasteel in de Franse gemeente Saint-Genis-Laval. Het kasteel is een beschermd historisch monument sinds 1926.